# 聖母宮

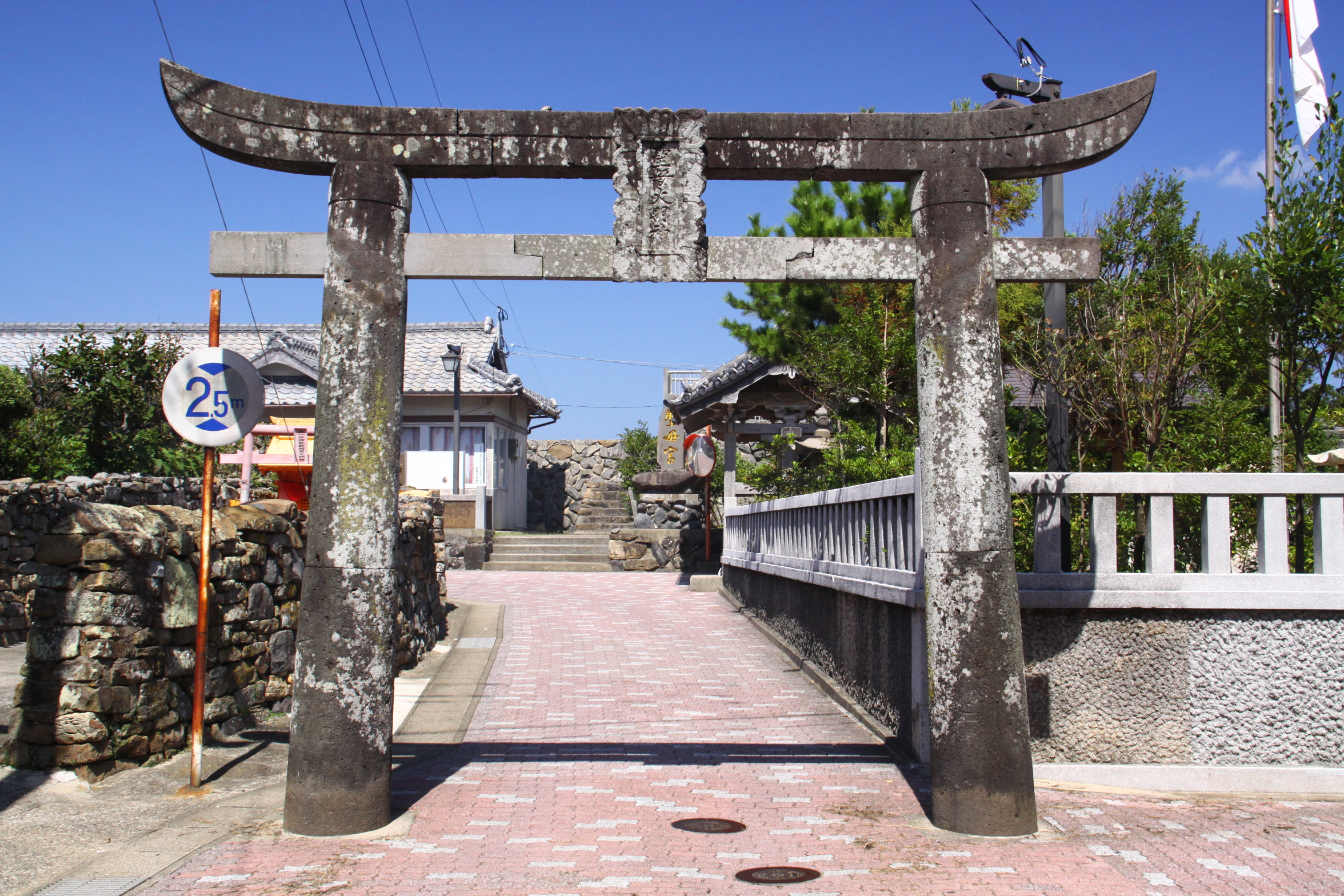
鳥居

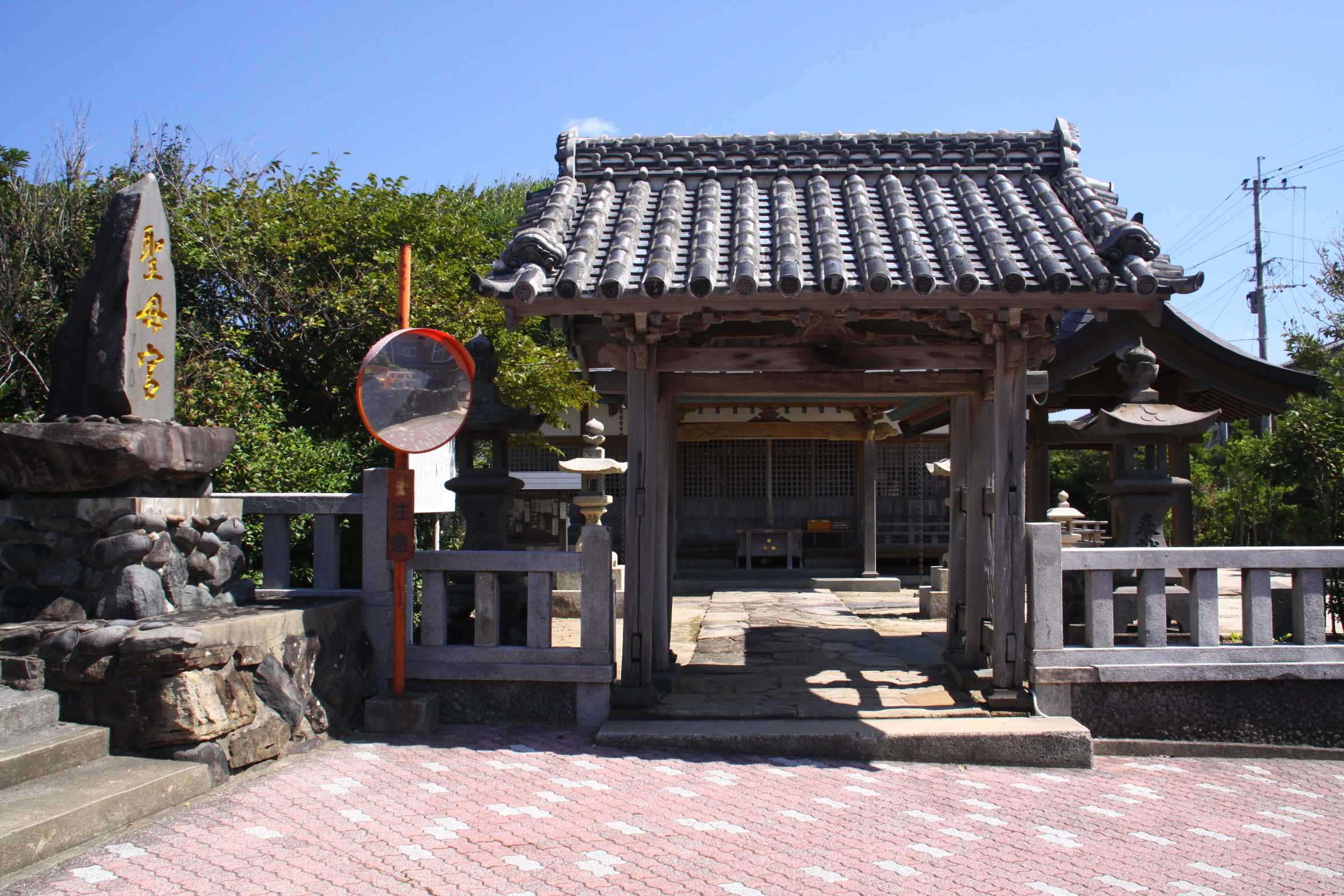
西門

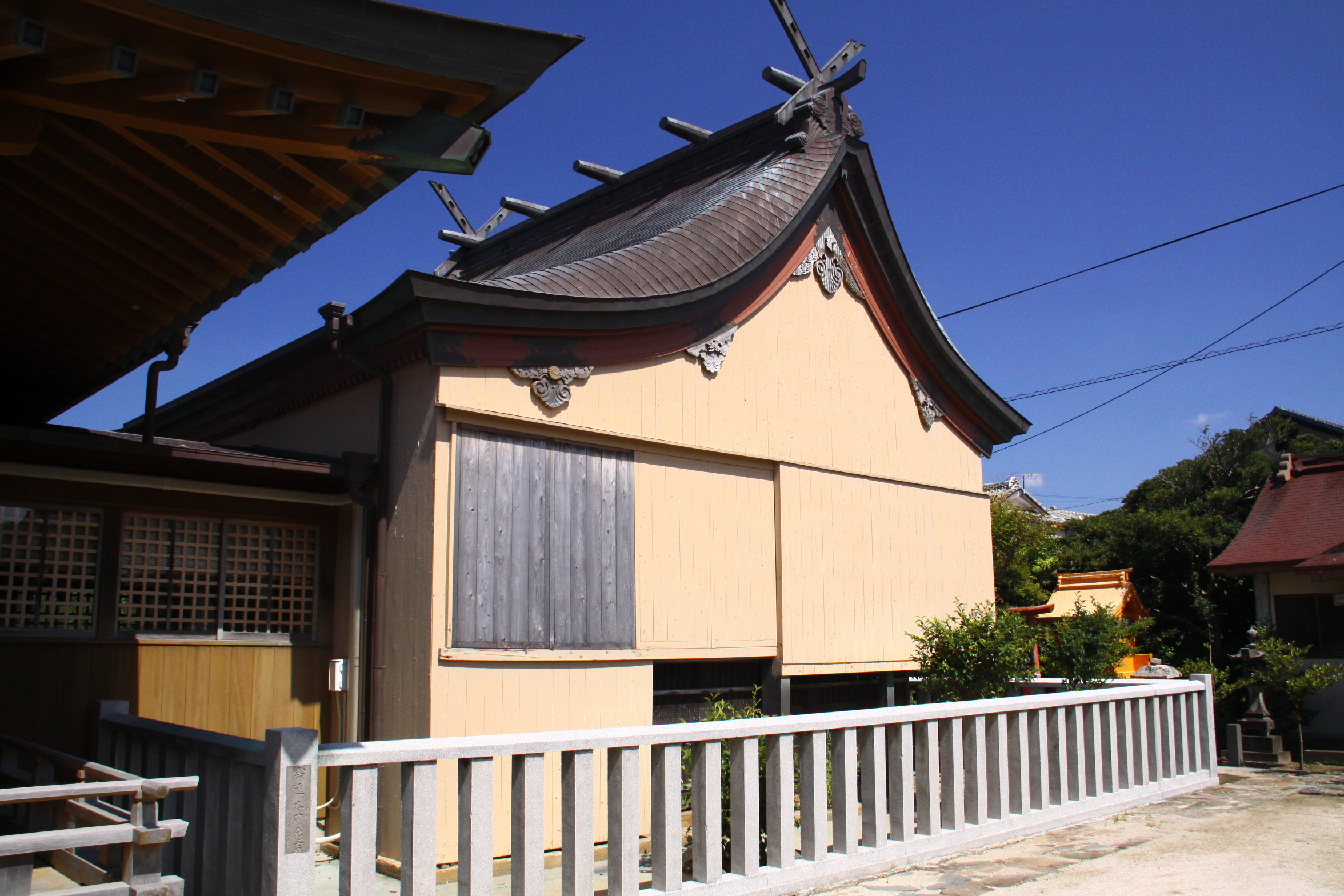
本殿
本拝側面は覆いにより雨風から保護されており、屋根のみ露出している。

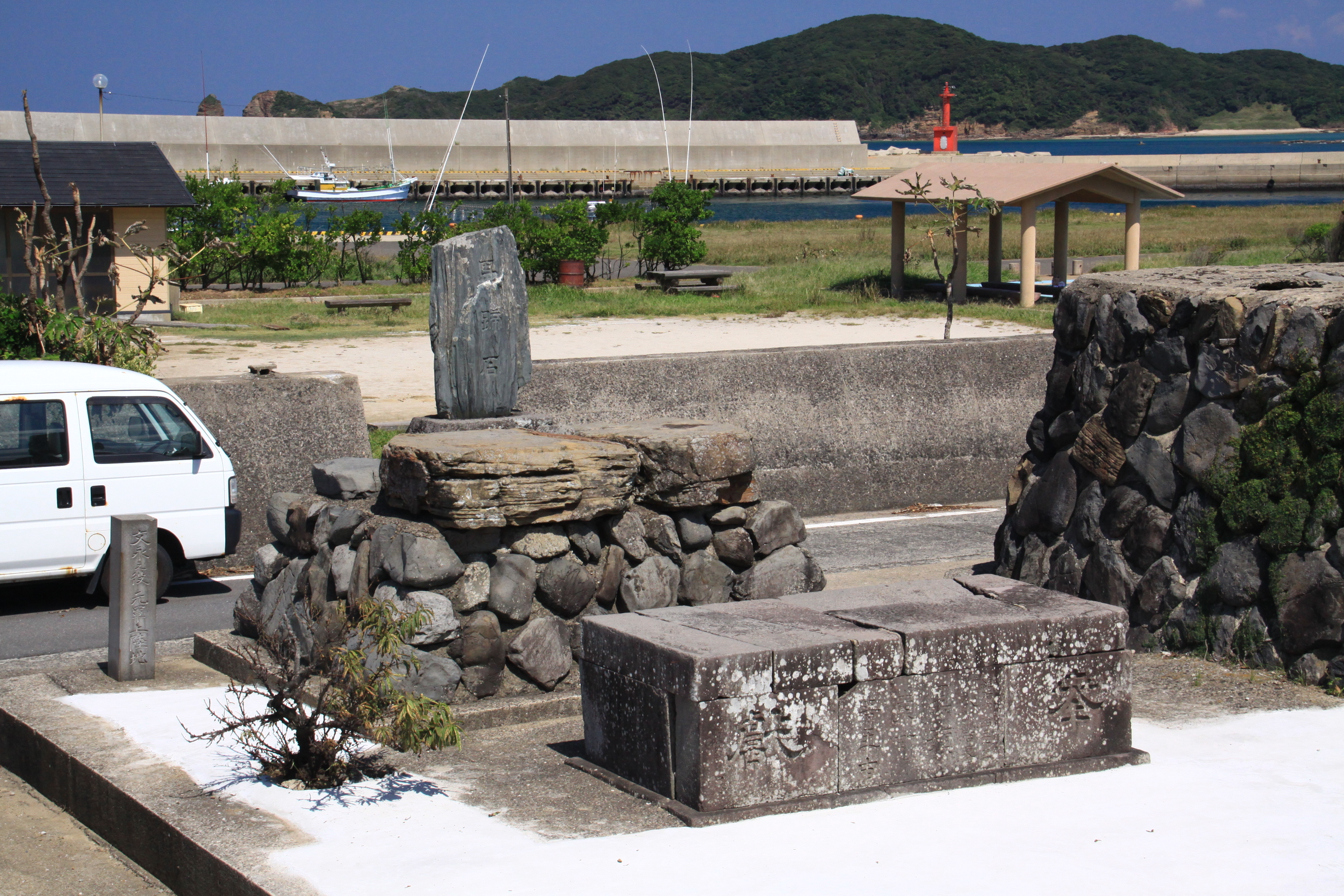
馬蹄石
神功皇后が御乗馬した際の足跡が残るとされている。

聖母宮（しょうもぐう）は、長崎県壱岐市勝本町勝本浦に鎮座する神社。『延喜式神名帳』に載せる壱岐島壱岐郡の名神大社、「中津神社」の有力論社であるが、現在その社名の別神社（中津神社）が存在している。

## 祭神
息長足姫尊（おきながたらしひめのみこと。神功皇后）と足仲彦尊（たらしなかつひこのみこと。仲哀天皇）と、上筒男尊（うわつつのおのみこと）、仲筒男尊（なかつつのおのみこと）、底筒男尊（そこつつのおのみこと）の住吉三神（住吉大神）を祭神とする。
次に見るように神功皇后の三韓征伐に因む神社で、征伐に勝利したことから勝負の神として知られる。また、皇后は三韓征伐の際に応神天皇を身籠り、凱旋の後に無事に出産したとの伝えから安産の神としても知られる。

## 歴史
仲哀天皇9年（200年？）10月、神功皇后が三韓征伐の折、壱岐で風待ちをした時に行宮を建てたのが起源とされる。この時神功皇后は北へ向かうのに良い風が吹いたことから、この地を風本（かざもと）と名付けた。同年12月三韓から凱旋時に勝利を記念して、風本を勝本に改めた。その時に敵の首101500をこの地に埋めたという伝承が残る。その後行宮は放置されたが、海より光るものが上がってくる事件が起き、その際に鏡を奉納し神功皇后を祀ったとされる。
養老元年（717年）、国家鎮護が祈願されて社殿が建てられる。聖母宮ではこれをもって神社の創建としている。古来より国主の崇敬厚く壱岐七社の一つとして、また壱岐国二の宮とされた。古来より福岡市の香椎宮との繋がりが深く、香椎宮（香椎大明神）を名乗っていた時期もあり、さらに地元が香椎村を名乗っていた時期もあった。しかし当社が香椎宮の分社というわけではない。
『本朝神社考』では式内小社、手長比売神社に比定された。延宝4年の橘三喜の査定では、当社と勝本町北触の中津宮（現中津神社）を式内大社、中津神社に比定したが（手長比売神社は勝本町本宮西触の手長比賣神社に比定）、中津宮が中津神社に改称され、こちらが式内中津神社とみなされるようになった。社伝では、「過ちありて式内社の資格を失った」としている。しかし、現在の中津神社を式内中津神社とすることには否定的な意見が多く、『式内社調査報告』では聖母宮が式内中津神社であり、現在の中津神社はその分祀であろうと記している。
なお、所在地が長崎県で、神社名に「聖母」とあることからキリスト教と関係があると誤解を受けることがあるが無関係である。

## 祭祀
当社の例祭は5日間にわたって行われ、市内最大の祭りとして知られる。中でも来年が豊作か大漁かを占う選択無形民俗文化財の御神幸船は有名である。最終日の10月14日には、重要無形民俗文化財壱岐神楽の大神楽や氏子の仮装パレードも行われる。一般的には10月15日に行われる勝本港祭りも一体の祭として認識されており、6日間とされる場合もある。

## 境内
当社の神域内に、三韓征伐の際の神功皇后の馬の蹄の跡が残っているとされる馬蹄石がある。ここは元寇の文永の役の元軍上陸地でもある。
豊臣秀吉の朝鮮出兵の際に加藤清正から正門の奉納したものであり、神社周囲の石垣も当時風待ち時に配下に積ませたものであり、朝鮮半島と風に縁のある神社である。

## 文化財
（括弧内は指定の区分と年月日）

### 選択無形民俗文化財（国選択）
- 壱岐の船競漕行事（平成3年（1991）2月2日選択）

### 長崎県指定有形文化財
- 本殿・西門・南門（建造物、平成16年（2004年）2月25日）
- 茶壺（工芸品）、昭和47年（1972年）2月4日）

唐津焼の黒釉四耳壺（しじこ）。天正20年（1592年）の銘があり、唐津焼の最古の在銘資料である。

## 交通
- 壱岐交通バス郷ノ浦勝本線仲折バス停

## 周辺
- 勝本港
- 壱岐市立勝本小学校
- 勝本城跡

## 関連図書
- 白井永二・土岐昌訓編集『神社辞典』東京堂出版、1979年、172頁